# Us3
Us3 es el nombre de una banda de jazz rap creada por el compositor y productor inglés Geoff Wilkinson. Se trata de una fusión de jazz y hip-hop a partes iguales, con una clara influencia de la sonoridad del R&B y del soul, especialmente en el último álbum. Con US3 nos encontramos con bases de jazz (samplers de grabaciones clásicas), con ritmos de dance encima y melodías de rap cantadas. Su propuesta ha conseguido acercar este estilo a gran cantidad de jóvenes, que en un principio eran reticentes, mediante su fusión con un estilo actual como es el hip-hop.
US3 fue formado el año 1992, junto con el productor Mel Simpson, después de editar dos trabajos bastante celebrados por el público. Primero fue uno 12", en 1990 (Where will we be in the 21st century), con la colaboración vocal del rapero Mc Honey B y la pianista de jazz Jessica Lauren. Eso llamó la atención del sello -en aquellos días emergente- Ninja Tune, con el cual se editó el 12" The band played the boggie. El tema era el resultado de fusionar con samples del hit jazzístico Sookie Sookie, de Grant Green, editado por Blue Note.

## Blue Note
El tema se convierte en un éxito y pronto Geoff recibe una llamada, emplazándolo en las oficinas de la EMI en Londres. Inicialmente, éste se lo toma con nerviosismo dado que no había pagado por los derechos de uso de los samples, pero la reunión no tenía como objetivo el de reclamar ningún derecho. El motivo era bien diferente: el presidente del mítico sello de jazz Blue Note quería ficharlo, hecho que le permitiría tener libre acceso al legendario catálogo de la firma.
No obstante, Geoff tuvo que grabar antes unas cuantas demos, con el fin de probar su valía. Una de estas demos fue el memorable Cantaloop (Flip Fantasia), tema emblemático del estilo acid jazz. Producido en marzo de 1992, batiría récords de ventas dos años después en las listas de los Estados Unidos. Curiosamente, esta reinterpretación del clásico Cantaloupe Island de Herbie Hancock está tan bien alcanzada que el propio autor de la versión original llegó a decir al público en alguno de sus conciertos que lo que iba a interpretar a continuación era la versión de un tema de un grupo llamado US3.
El tema formaba parte del magnífico álbum Hand on the Torch (con la participación de los raperos Rahsaan Kelly, Kobie Powell y Tukka Yoot), editado en el año 1993, siendo la primera colaboración entre US3 y Blue Note. El disco se convirtió en un referente de la fusión de jazz y rap, fue aclamado por la crítica y registró unas ventas espectaculares. De hecho, fue el primer álbum de Blue Note que vendería más de un millón de copias en los Estados Unidos. Hoy día, Hand on the Torch está considerado como un clásico imprescindible, y sigue vendiéndose en todo el mundo como si todavía fuera una novedad.

## Ruptura con Blue Note y contrato con Sony
En el año 1997 llegó el segundo trabajo de US3, Broadway & 52nd, después de diversos éxitos giras mundiales. Esta vez, los cantantes escogidos fueron los raperos neoyorquinos KCB y Shabaam Sahdeeq, que prestaron su voz a un álbum que no repitió el éxito de su predecesor, y que tampoco obtuvo la misma acogida por parte de la crítica. Dos años después, acabadas nuevas giras, la relación entre Geoff y Blue Note llegó a su fin, aunque el sello norteamericano editó una última novedad discográfica: Flip Fantasía: Hits and remixes (1999), que lógicamente incluía los mayores éxitos de los dos primeros discos, en más de cuatro remezclas a cargo de Nelle Hopper, Robert, Q-Burn y Brixton Bounce.
Us3 firma con Sony en Nueva York y se pone a trabajar en su tercer LP, para el cual contó con la colaboración del rapero Michelob y de la cantante Alison Crockett. No obstante, antes de acabar el trabajo, a causa de un desacuerdo con Sony, Us3 se quedó sin los derechos de su propio álbum. Hubo que esperar durante dos años de procesos legales con el fin de recuperarlos finalmente. An Ordinary Day in an Inusual Place llega finalmente en las tiendas el año 2001, editado por Toshiba EMI en el Japón, y por Universal en Europa. Después de nuevas giras para|por Europa y Japón, las relaciones entre Us3 y Universal se rompen, para lo que Geoff Wilkinson vuelve a quedarse sin sello discográfico.

## Últimamente
Afortunadamente, la relación con Toshiba EMI en el Japón se mantiene en aquel momento, de manera que un cuarto trabajo ve la luz en este país el año 2003. El álbum, Questions, es editado en Europa a finales de 2004 y a los Estados Unidos en abril de 2005. Para este nuevo disco, Geoff cuenta con la participación del rapero de Brooklyn Reggi Wyns y la cantante londinense Mpho Skeef. El 22 de mayo de 2006 llega a las tiendas el quinto trabajo de estudio, Schizophonic, con los raperos Akil Dasan y Gaston, descubiertos ambos por Wilkinson en el Nuyorican Poets Cafè de Nova York. Say what se edita el 28 de mayo de 2007, con la participación, nuevamente de Akil Dasan y Gaston, pero también de la vocalista Adeline.
En octubre de 2011, Us3 publicó su octavo álbum “Lie, Cheat & Steal”, con contribuciones por parte del rapero puertoriquense Oveous Maximus y del rapero británico (y ganador del Premio MOBO) Akala. Durante el mismo mes, en forma de octeto US3 comenzó una gira europea para promocionar el nuevo disco.

## Discografía

### Álbumes
- 1993 Hand on the Torch (EUA #31, R&B #21)
- 1997 Broadway & 52nd (R&B #90)
- 2001 An Ordinary Day in an Unusual Place
- 2004 Questions
- 2006 Schizophonic
- 2007 Say What!?
- 2009 Stop. Think. Run.
- 2011 Lie, Cheat & Steal
- 2013 The Third Way

### Sencillos
- 1992: "Cantaloop (Flip Fantasia)" EUA #9,[1] UK #23[2]
- 1993: "Tukka Yoot's Riddim" UK #34[2]
- 1994: "I Got It Goin' On" UK #52[2]
- 1994: "Eleven Long Years"
- 1997: "Come On Everybody (Get Down)" UK #38[2]
- 1997: "I'm Thinking About Your Body"
- 2001: "You Can't Hold Me Down" UK #94[2]
- 2002: "Get Out"
- 2007: "Say You Belong To Me